# Études d'informatique en France
Les études d'informatique en France sont assurées par les universités et les lycées. Toutefois, l'apprentissage de l'informatique s'effectue depuis le début des années 2000, au sein des collèges et des écoles élémentaires.

## Enseignement secondaire
De 2012 à 2016, les programmes scolaires du premier degré et du second degré ont progressivement introduit des notions d' informatique. 
Dans le premier degré, cet enseignement est dispensé par les professeurs des écoles.
Dans le second degré, il n'y avait pas, jusqu'en 2019, de professeurs dont l'informatique soit la discipline principale et cet enseignement est dispensé par des professeurs d'autres disciplines, notamment de mathématiques ou de sciences physiques. Depuis la création du capes nsi en 2020, puis de l'agrégation nsi en 2021, le corps des enseignants en Sciences Numériques et Technologie (cours de SNT en tronc commun des classes de seconde) et de Numérique et Sciences Informatiques (spécialité NSI dans les classes terminales) s'étoffe d'année en année.
Dans l'enseignement supérieur, l'informatique est enseignée depuis le début des années 1970, par des maîtres de conférence et des professeurs d'informatique (27e et 61e section du Conseil national des universités).

### À l'école élémentaire et en sixième
Depuis la rentrée 2016, le programme du cycle 2 (cours préparatoire et cours élémentaire) et du cycle 3 (cours moyen et sixième) comporte une familiarisation avec les concepts et les objets informatiques. 
En cycle 2, les élèves apprennent à comprendre et s'exprimer en utilisant les langages mathématiques, scientifiques et informatiques. Ils apprennent à décrire l'architecture simple d'un dispositif informatique et les connexions entre les différents matériels.  Ils comprennent les notions de saisie, de traitement, de sauvegarde et de restitution de l'information. Ils se familiarisent avec le traitement de texte : ils apprennent à supprimer, déplacer et dupliquer des paragraphes et à utiliser un correcteur orthographique.
En cycle 3, ils découvrent la notion d'algorithme et s'initient à la programmation. Ils utilisent des logiciels de calculs, des moteurs de recherche, des outils de traitement des images et des sons. Ils pratiquent le travail collaboratif utilisant une structure informatique en réseau et partageant des données.

### Au collège (cinquième, quatrième et troisième)
Depuis la rentrée 2016, le programme du cycle 4 (cinquième, quatrième et troisième) comporte enseignement d'informatique dans le cadre des mathématiques et de la technologie.  
Les élèves s'initient à la programmation dans une démarche de projet. Ils apprennent à écrire, mettre au point et exécuter un programme. Ils découvrent la notion de variable et d'affectation, de séquence d'instructions, de boucle, d'instruction conditionnelle, de déclenchement d'une action par un événement. 
Le langage le plus utilisé est Scratch.

### Au lycée

#### En seconde: l'enseignement de découverteInformatique et création numérique
Depuis la rentrée 2015, un enseignement d'exploration Informatique et création numérique est proposé aux 
élèves de seconde. L'ambition de cet enseignement est d'amener les élèves à comprendre que leurs pratiques numériques quotidiennes sont rendues  possibles par une science informatique rigoureuse et qu'elles s'inscrivent dans un réseau d'enjeux qui dépassent les apparences.
Cet enseignement privilégie un apprentissage par la mise en activité des élèves. Les activités proposées prennent la forme de résolutions  de problèmes ou de réalisation de produits. Les élèves, seuls ou en petits groupes, explorent, essayent, proposent. L’enseignant 
accompagne les élèves, les aide à structurer, clarifier, simplifier et leur apporte des éléments théoriques et méthodologiques nécessaires.

#### En première et en terminale: l'enseignement facultatifInformatique et création numérique
Depuis la rentrée 2016, un enseignement facultatif d'informatique et de création numérique est proposé aux élèves de première des séries ES, L et S et de terminale des séries ES et L.
L’ambition de cet enseignement est d'amener les élèves à approfondir et développer des connaissances scientifiques et techniques en  informatique, de leur faire découvrir les multiples applications dans d’autres champs disciplinaires et de leur faire comprendre combien le traitement automatisé de l’information y est devenu déterminant. 
Cet enseignement vise un triple objectif : amener les élèves à adopter un point de vue de concepteurs et de créateurs d’objets informatiques, en leur donnant des bases de la programmation et une bonne compréhension des principes du traitement automatique de données numérisées, permettre aux élèves de développer en situation une réflexion épistémologique et éthique, notamment sur les enjeux  du  recueil, de l’exploitation et de la diffusion de grandes quantités de données, en les amenant à traiter et publier eux-mêmes des données, les aider à développer leur autonomie et leurs capacités à mettre en œuvre une méthode de travail incluant la démarche de projet, le travail collaboratif et l’approche par essai et erreur.

#### En terminale scientifique: l'enseignement de spécialitéInformatique et sciences du numérique
Depuis la rentrée 2012, les élèves de terminale série S peuvent opter pour un enseignement de spécialité « Informatique et sciences du numérique » (ISN). Le but de cet enseignement n’est pas de former des experts en informatique, mais plutôt de fournir aux élèves quelques notions fondamentales, de développer chez eux des compétences de base en informatique (algorithme, langages de programmation, architectures matérielles, connaissance des ordinateurs et des logiciels, sécurité des données...), de les intéresser aux sciences du numérique (internet, réseaux sociaux, objets numériques, représentations 3D, sécurisation des données...), de les sensibiliser aux problèmes sociétaires induits (respect de la vie privée, propriété des œuvres numériques). Il s’agit donc d’un enseignement d’ouverture et de découverte des problématiques actuelles, adapté à la société d’aujourd’hui, qui valorise la créativité, prépare au monde de demain et permet de mieux s’orienter.
Le programme est construit autour de quatre notions fondamentales : La représentation de l’information, l'algorithme, le langage et l'architecture,.

## Enseignement supérieur
Les élèves qui souhaitent poursuivre des études supérieures, dans le domaine de l’informatique et des sciences du numérique, peuvent le faire en prenant différentes voies. Plusieurs options leur sont proposées en France : des études courtes orientées technique ou des études longues qui allient technique et théorie.

### Études courtes de 2 ans

#### BTS
Les brevets de technicien supérieur (abrégé en « BTS ») informatiques forment aux métiers de l’informatique.
On recense en France :
- 104 établissements donnant un statut d’étudiant et 29 donnant un statut d’apprenti;
- Le taux de réussite de ces filières est très satisfaisant car le statut scolaire est à 81 % et le statut apprenti : 76 % ;
- Les admis dans cette filière proviennent à  69 % de bac STI2D, à 16 % de bac pro et à 13 % de bac S.

La formation proposée par ces établissements peut être résumée comme suit :
- Horaires hebdomadaires en 1re année : 32 h
  - Français (3 h) ; anglais (2 h) ; mathématiques (4 h) ; physique appliquée (4 h) ; économie et gestion d’entreprise (1 h) ; informatique industrielle (18 h)
  - Enseignement facultatif : langue vivante (1 h)

- Horaires hebdomadaires en 2e année : 33 h
  - Français (3 h) ; anglais (2 h) ; mathématiques (4 h) ; physique appliquée (4 h) ; économie et gestion d’entreprise (1 h) ; informatique industrielle (19 h)
  - Enseignement facultatif : langue vivante (1 h)

Les étudiants ont également l’obligation d’effectuer un stage de 6 semaines en fin de 1re année.
Débouchés
Le technicien supérieur développe et exploite des systèmes informatiques, aussi bien au niveau matériel que logiciel, assure leur maintenance et leur commercialisation. Il travaille dans trois principaux types d’entreprises : les sociétés de services en informatique industrielle, les entreprises utilisatrices ou réalisatrices d’équipements informatisés. Il est amené à exercer dans divers domaines, comme les industries de transformation, les transports, la santé… Il est capable de satisfaire le besoin du demandeur, de respecter les délais et les coûts, de respecter des critères de qualité et de communiquer, notamment en anglais, avec les différents services et les utilisateurs finaux.

#### DUT
Le diplôme universitaire de technologie (DUT) est un diplôme universitaire national de l’enseignement supérieur français, sanctionnant les deux premières années d'études dans un institut universitaire de technologie.
Cette formation est orientée vers l’insertion professionnelle des étudiants, mais propose aussi une solide formation théorique qui permet la poursuite d’études vers une certification de niveau supérieur (licence générale ou licence professionnelle, master, diplôme d'ingénieur…).
Le DUT est un diplôme plus généraliste que le BTS.
En France on recense 68 établissements proposant différents statuts :
- Statut scolaire : 44
- Apprentissage : 12
- Année spéciale (après un bac+2) : 12

Le taux de réussite de cette filière est estimé à environ 51 %.
L’origine des étudiants admis est à 74 % du Bac S, à 17 % du Bac STI2D, à 4 % du Bac ES et à 4 % du Bac STG.
Le volume horaire de cette filière peut se résumer ainsi :
1re année
- Informatique (algorithmique et programmation, architecture, systèmes et réseaux, outils et modèles du génie logiciel) : 495 h
- Connaissances et compétences générales (mathématiques, économie et gestion des organisations, langues, expression, communication) : 495 h
- Projet Personnel et Professionnel : 30 h

2e année
- Informatique (algorithmique et programmation, architecture, systèmes et réseaux, outils et modèles du génie logiciel, modules complémentaires) : 255 h
- Connaissances et Compétences Générales (mathématiques, économie et gestion des organisations, langues, expression, communication) : 255 h
- Projets tutorés et Projet Personnel et Professionnel : 300 h
- Stage : au moins 10 semaines.

Débouchés
Le titulaire d’un DUT informatique est capable de participer à la conception, la réalisation et la mise en œuvre de systèmes informatiques aux services des utilisateurs.
Ces informaticiens doivent être compétents sur le plan technologique, connaître l'environnement socio-économique dans lequel ils auront à exercer leur profession, posséder une bonne culture générale et se montrer aptes à la communication.

#### CPGE scientifiques
En classes préparatoires aux grandes écoles (CPGE), depuis la réforme de 2013, l'informatique est un enseignement obligatoire. Cet enseignement permet d'appréhender l'outil informatique nécessaire à la résolution de certains problèmes scientifiques. Il est conçu de façon à apprendre aux élèves, dans un premier temps des algorithmes de bases servant aux résolutions de problèmes, puis dans un deuxième temps d'utiliser des outils plus performants pour gagner en rapidité. Cela permet aussi d'apprendre des bases de programmation en utilisant notamment le langage Python et Scilab.
Cette matière a été évaluée pour la première fois lors de la session de concours 2015, avec une épreuve écrite dans les principaux concours : Centrale-Supélec, Concours Commun Mines Ponts, CCP et e3a.
Pour faire suite à la réforme du lycée initiée en 2019, une nouvelle voie - intitulée MP2I (mathématiques, physique, ingénierie et informatique) - est créée à la rentrée 2021, où l'enseignement de l'informatique est plus approfondi. La seconde année de cette voie est intitulée MPI (mathématiques, physique et informatique), avec une première rentrée en 2022.

### Études longues (à partir de 3 ans)

#### Écoles d'ingénieurs
Il est possible de suivre des études d’ingénieurs en vue d’obtenir un diplôme d’ingénieur en informatique. En effet une petite centaine d’écoles d’ingénieurs, amenant au niveau bac + 5, proposent aujourd’hui des cursus en informatique. Elles dispensent une formation scientifique large et pluridisciplinaire et recrutent dès le baccalauréat, après une prépa ou après un bac + 2.
Certaines de ces écoles sont généralistes et proposent des spécialités/options/dominantes informatiques, d’autres se focalisent exclusivement sur l’informatique, voire sur une technologie ou une spécialisation particulière : logiciels, télécoms et réseaux, langage java, etc.
Les élèves apprennent à développer leur culture scientifique, peuvent réaliser des projets pour des entreprises et mettent leurs connaissances et acquis en pratique lors de stages obligatoires.
À la fin de leur cursus, les élèves se voient attribuer le titre d’ingénieur en informatique (par la Commission des titres d’ingénieur) qui leur confère un statut d’expert ainsi qu’un très bon niveau en anglais (niveau B2).
Débouchés
Les métiers auxquels peuvent prétendre les élèves titulaires d’un diplôme d’ingénieur en informatique sont divers :
- Chef de projet informatique
- Développeur
- Manager de projet
- Concepteur/Auditeur/Architecte des systèmes d’information
- Ingénieur R&D
- Consultant
- Technicien réseau

Tout comme les domaines d’activité :
- Télécommunications (services)
- Technologies multimédias
- Services informatiques (SSII)
- Éditeurs de logiciels
- Audit et conseil
- Banque et assurances
- Aéronautique
- Fonction publique d’état et territoriale

En général la moitié des élèves titulaires d’un diplôme d’ingénieur en informatique trouvent un emploi en moins d’un mois. Neuf sur dix sont cadres. Le salaire moyen brut annuel du premier emploi atteint 30 000 euros et peut grimper jusqu’à 40 000 euros.
Ainsi il n'y a pas de problèmes majeurs d’insertion professionnelle pour les informaticiens.

#### Université
Les universités françaises (80) sont des établissements d’enseignement supérieur proposant différents cursus liés à l’enseignement de l’informatique.
Les études universitaires classiques peuvent déboucher sur une licence (trois ans après le baccalauréat), un master (deux ans après la licence) ou un doctorat (trois ans après le master).
Ces enseignements sont accessibles pour toute personne titulaire du baccalauréat.
Le secteur étant en plein essor, ces formations sont de plus en plus proposées dans les universités françaises. Les embauches dans le domaine repartent à la hausse, ce qui est profitable aux jeunes diplômés. Les recruteurs peinent même à trouver certains profils pour leur entreprise.
L’informatique de gestion et l’informatique en système et réseaux, en particulier, sont des secteurs en expansion, tout comme les technologies du net.
Les employeurs recherchent des candidats ayant, en plus des compétences techniques, de bonnes capacités en communication et en gestion de projet. Cela favorise donc ce type d’enseignement qui propose à la fois une expérience technique et un savoir théorique, contrairement aux études courtes. De plus, l’autonomie liée à l’enseignement universitaire permet aux étudiants de développer une certaine liberté d’auto-formation aux technologies qui les intéressent.
Débouchés
En fonction du diplôme auquel accède l’étudiant, différentes voies lui sont ouvertes.
Un titulaire d’une licence d'informatique peut prétendre aux mêmes métiers qu’un technicien (titulaire de BTS ou DUT) et pourra après plusieurs années d’expérience prétendre à des postes plus élevés.
Un titulaire d’un master en informatique peut prétendre aux mêmes métiers qu’un ingénieur.
Un titulaire d’un doctorat informatique peut prétendre aux métiers d’ingénieur informatique, de cadre supérieur ou de chercheur dans les multiples laboratoires ou centres de recherche qui se développent de plus en plus aujourd’hui.

## Comparaison avec le reste du monde
Il existe une extraordinaire diversité des situations de l’enseignement de l’informatique à travers le monde. C'est essentiellement dans les pays d'Europe de l'Ouest et d'Amérique du Nord que l'informatique s'est développée dans l'enseignement. Dans les pays comparables au nôtre, l'organisation de l'enseignement est en général décentralisée, et on trouve notamment aux États-Unis et au Canada des situations très variées.
Dans la plupart des pays, l'enseignement de l'informatique a démarré à partir d'initiatives locales et c'est seulement ensuite, quand il s'est avéré que l'approche locale ne répondait pas parfaitement à la question, qu'elle était corrigée par des plans nationaux.
Les décisions sont en général prises au niveau des districts scolaires et l'État est là pour orienter et pour aider. La France, a plutôt travaillé en sens inverse, mais au bout du compte cela revient au même point.
Autre caractéristique de ces divers pays : les disciplines jouent un rôle différent de ce qui se passe chez nous, elles sont moins séparées. Il a donc été peut-être plus facile de faire le choix d'une informatique-discipline, souvent liée aux mathématiques, car cela n'entraînait pas les mêmes conséquences sur la création de corps de professeurs et d'horaires spécifiques.
On a donc fait, plus que chez nous, ce choix d'une informatique discipline.
Cependant, un certain nombre de pays, comme le Danemark[réf. nécessaire] par exemple, après avoir fait ce choix, sont revenus à une informatique introduite à travers les disciplines.

### Europe
La France parait aujourd'hui le pays le mieux placé pour l'extension de l'informatique sur l'ensemble des niveaux d'enseignement, sur la mise en place du matériel et sur la formation des enseignants. Le seul pays comparable est la Grande-Bretagne.
Quant aux autres pays européens, s'il y a une bonne réflexion en Allemagne, aux Pays-Bas et en Suisse, cela s'est moins concrétisé qu'en France.
En Grande-Bretagne, pays décentralisé, la décision d’enseigner l’informatique appartient aux établissements, et les Pouvoirs Publics apportent une aide à l'équipement, d'où un équipement un peu émietté. Aujourd’hui une démarche consistant à supprimer les formations équivalentes au B2i de France comme « nouvelles technologies » (ICT), a été mise en place afin de permettre la création de cours dédiés à l'informatique, la programmation et l'algorithmique.

### Amérique du Nord
Aux États-Unis et au Canada, il y a beaucoup de matériel, mais pas beaucoup plus qu'en France (50 élèves par ordinateur aux États-Unis, 44 au Canada et 60 à 70 en France).
La vue de l'enseignement y est peut-être moins formelle, plus empirique qu'en France et les qualités extérieures, notamment graphiques sont un peu meilleures que chez nous.
Il faut noter qu'une certaine crainte s'est exprimée aux États-Unis ces derniers temps de voir les enseignants et les étudiants servir de cobayes de l'industrie. Quant à la formation des enseignants, elle semble moins développée : la qualité des enseignants, extrêmement variable, beaucoup moins homogène qu'en France, ne rend pas toujours facile l'introduction de l'informatique.

## Histoire de l'enseignement de l'informatique en France
Les premières expérimentations datent des années 1970. L'informatisation des écoles a été progressive depuis cette date. L'enseignement s'est structuré, passant par la création d'un brevet Informatique et Internet en 2000.
Après la création d'un CAPES en 2020, en mars 2021 le ministre de l'éducation Blanquer annonce devant la commission éducation de l'Assemblée Nationale la création d'une agrégation d'informatique